# ونتا (اورگن)
ونتا (به انگلیسی: Veneta) شهری در شهرستان لین ایالت اورگن است و در سرشماری سال ۲۰۱۱ میلادی، ۴٬۵۶۱ نفر جمعیت داشته که نسبت به سال ۲۰۱۰، ۱٫۰۷ درصد رشد جمعیت داشته‌است.

## موقعیت جغرافیایی
موقعیت جغرافیایی شهرها و مناطق اطراف به شرح زیر است: